# Bedford (Ohio)
Bedford és una població dels Estats Units a l'estat d'Ohio. Segons el cens del 2000 tenia 14.214 habitants.

## Demografia
Segons el cens del 2000, Bedford tenia 14.214 habitants, 6.659 habitatges, i 3.682 famílies. La densitat de població era de 1.023,9 habitants/km².
Dels 6.659 habitatges en un 23,1% hi vivien nens de menys de 18 anys, en un 39,4% hi vivien parelles casades, en un 12,1% dones solteres, i en un 44,7% no eren unitats familiars. En el 39% dels habitatges hi vivien persones soles el 16,2% de les quals corresponia a persones de 65 anys o més que vivien soles. El nombre mitjà de persones vivint en cada habitatge era de 2,1 i el nombre mitjà de persones que vivien en cada família era de 2,85.
Per edats la població es repartia de la següent manera: un 20,5% tenia menys de 18 anys, un 6,9% entre 18 i 24, un 33% entre 25 i 44, un 20,9% de 45 a 60 i un 18,7% 65 anys o més.
L'edat mediana era de 39 anys. Per cada 100 dones de 18 o més anys hi havia 85,6 homes.
La renda mediana per habitatge era de 36.943 $ i la renda mediana per família de 47.142 $. Els homes tenien una renda mediana de 36.524 $ mentre que les dones 27.851 $. La renda per capita de la població era de 20.076 $. Aproximadament el 5,5% de les famílies i el 7,6% de la població estaven per davall del llindar de pobresa.

## Poblacions més properes
El següent diagrama mostra les poblacions més properes.